# 11.167 km
11.167 km è il secondo album discografico del cantante italiano Erminio Sinni, pubblicato nel 2006 con etichetta indipendente e distribuito dalla Lucky Planets s.r.l..

## Tracce
1. Chi dove quando perché – 4:21 (Erminio Sinni)
2. Aria buona (Buenos Aires) – 4:44 (Erminio Sinni)
3. Lacrime di cielo – 4:52 (Erminio Sinni)
4. Guarda nello specchio – 3:39 (Erminio Sinni)
5. Maremma – 4:08 (Erminio Sinni)
6. Meno di niente – 4:37 (Erminio Sinni)
7. Lettera dalle stelle – 4:50 (Erminio Sinni)
8. La ragazza – 4:08 (Erminio Sinni)
9. Ti amo (è così semplice) – 3:54 (Erminio Sinni)
10. Carlo Cifalà – 3:49 (Erminio Sinni)
11. Senza titolo – 3:52 (testo: Massimo Bizzarri – musica: Massimo Bizzarri, Daniele Patucchi)

Bonus tracks:
1. L'amore vero – 4:36 (testo: Erminio Sinni, Riccardo Cocciante – musica: Erminio Sinni)
2. E tu davanti a me – 4:51 (Erminio Sinni)